# Audrey Stevenson
Audrey Stevenson, née à Paris le 18 mars 1983 et morte à La Celle-Saint-Cloud le 22 août 1991, est une jeune chrétienne française morte de leucémie à huit ans, réputée pour sa sainteté.

## Biographie
Audrey Stevenson naît à Paris le 18 mars 1983 au sein d'une famille aisée, dont elle est la deuxième enfant. Ses parents sont d'origine américaine, installés à Paris. Ils sont catholiques, mais peu pratiquants, allant simplement à la messe.
Audrey se révèle très précoce. Ses parents s'inquiètent parfois de la précocité et de la vivacité intellectuelle de leur enfant, mais son caractère enjoué et sa gaité les rassurent. Âgée de trois ans, après une visite à la maison de sainte Thérèse de Lisieux puis au couvent, elle déclare qu'elle veut entrer au Carmel.
Lorsqu'ils déménagent peu après, Audrey dessine un crucifix et le place sur un mur de sa chambre. Elle en place aussi dans les autres chambres, et fait de même dans chaque lieu où ils résident quelque temps.
À cinq ans, Audrey demande à faire sa première communion. Trois prêtres l'interrogent successivement et déclarent qu'elle est prête. Sa famille l'accompagne alors à Lourdes, où elle reçoit la communion pour la première fois le 15 août 1989,. Elle accentue ensuite son amour quotidien pour Jésus par la prière, et elle se réfère toujours à Lui dans les actions quotidiennes. Elle influence et transforme progressivement son entourage. Elle insiste pour dire le bénédicité avant les repas et obtient que cela devienne habituel.
L'année suivante, elle a une pneumonie et doit passer beaucoup de temps isolée. Elle en profite pour s'adonner davantage à la prière et au chant.
Les symptômes de la leucémie lui sont identifiés en 1990, elle a sept ans,. Elle est alors souvent hospitalisée et doit subir des traitements lourds,. Pendant plusieurs mois, elle subit de la radiothérapie, de la chimiothérapie, des ponctions lombaires.
Une chaîne de prière s'organise autour d'elle, commençant localement par un chapelet, et se répandant en France et à l'étranger. 
Son courage et sa foi impressionnent son entourage et le personnel hospitalier,. Elle souffre mais elle invoque Jésus et la croix, elle dit et répète qu'elle est sur la croix.
Une greffe de moelle osseuse échoue, il ne lui reste que trois semaines à vivre. Elle est emmenée à Lourdes puis à Rome, où elle assiste à la messe privée du pape Jean-Paul II et peut lui parler en entretien privé,. À son retour, elle accepte de recevoir les gens qui viennent de différents endroits de France, pour lui demander de prier à leurs intentions . Elle reçoit le sacrement des malades et la confirmation.
Audrey Stevenson meurt le 22 août 1991.

## Cause pour la béatification
Beaucoup de grâces sont attribuées à l'intercession d'Audrey Stevenson. La cause pour sa béatification a été évoquée.